# Compagnie de chemin de fer du Katanga

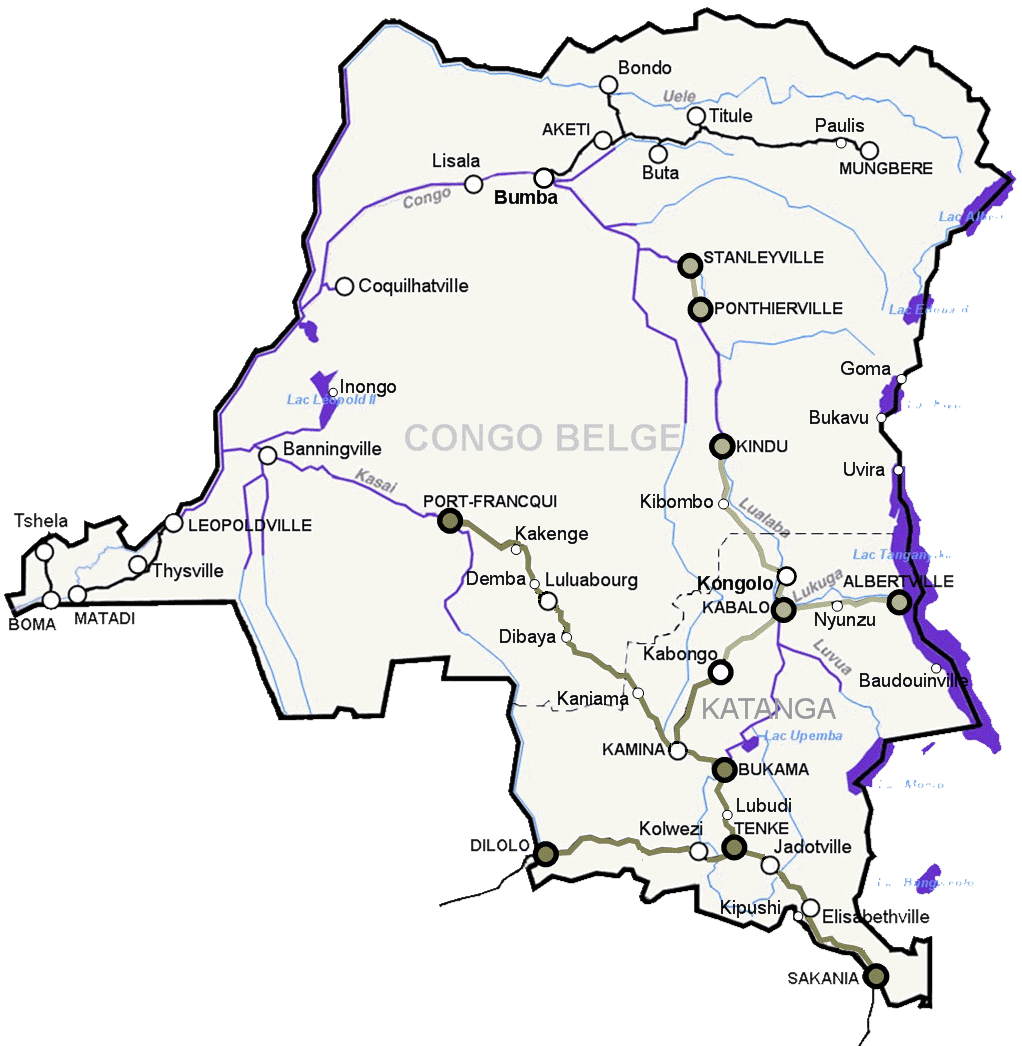
Carte du réseau

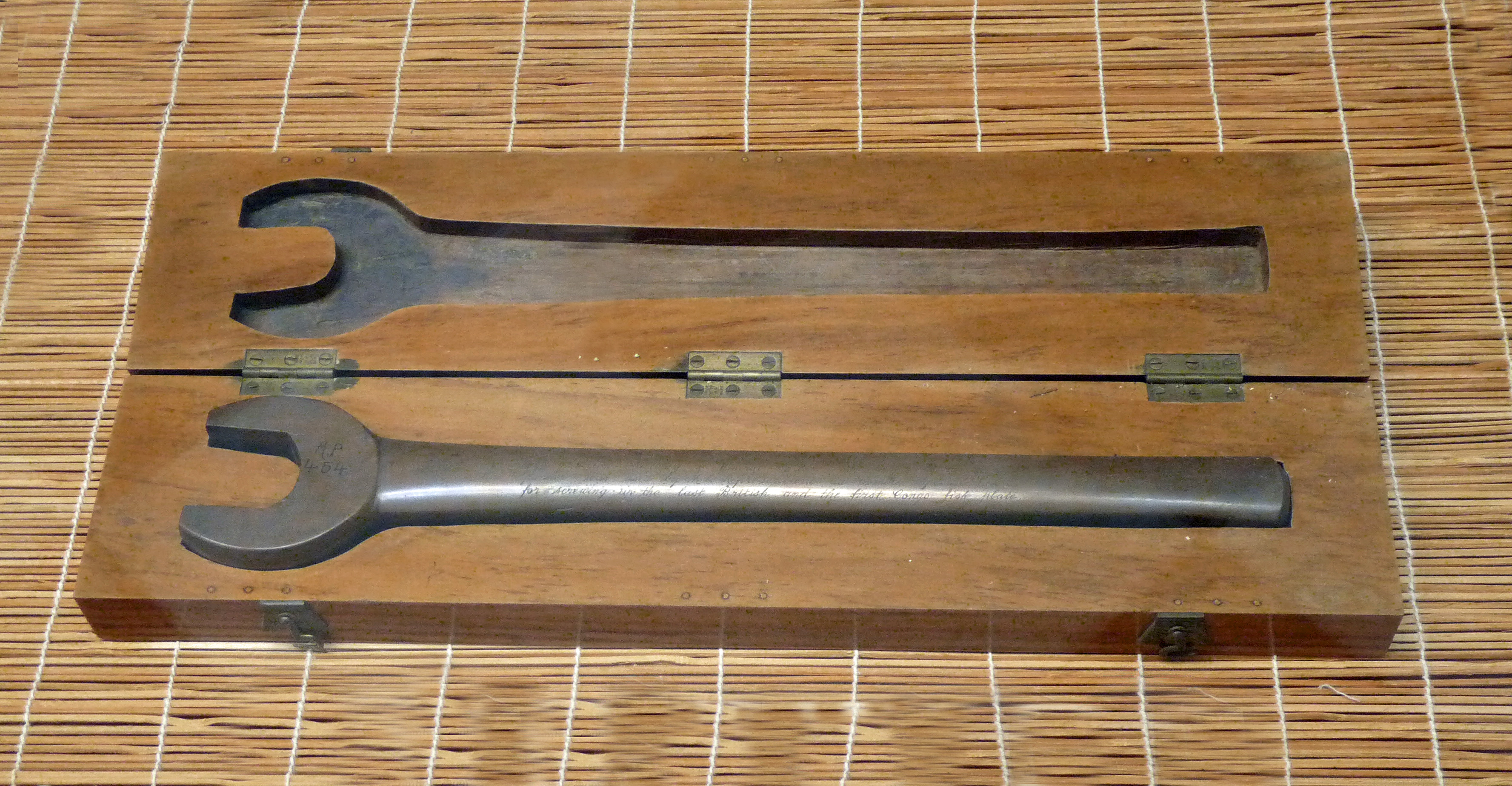
Serre-écrou utilisé par le colonel Wangermée en 1909 pour serrer les rails reliant le réseau ferré du Katanga à celui de la Rhodésie

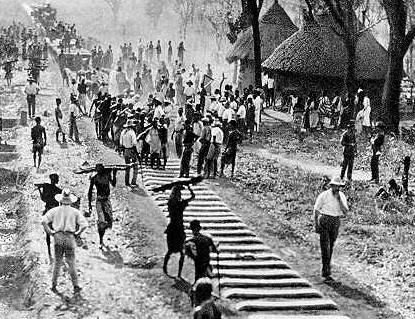
Arrivée du train à Elisabethville en 1910

La Compagnie de chemin de fer du Katanga (CFK) a été créée le 11 mars 1902 par Robert Williams en partenariat avec l’État indépendant du Congo(EIC). Elle reliait Bukama (sur le Lualaba) à la frontière de la Rhodésie (Sakania).
En 1952, elle fusionna avec la Société de chemin de fer Léopoldville-Katanga-Dilolo pour constituer la Compagnie de chemin de fer du Katanga-Dilolo-Léopolville (KDL).

## Les lignes
- Sakania - Elisabethville ( Lubumbashi), (241,7 km) ouverture le 1er octobre 1910
- Elisabethville ( Lubumbashi) – Ruashi , (15,2 km), ouverture le 1er novembre 1910 (embranchement)
- Lubumbashi - Bukama
  - Lubumbashi - Likasi (Jadotville), (140,5 km), ouverture le 15 juin 1913
  - Likasi (Jadotville) - Kamatanda Jonction,
  - Kamatanda Jonction – Tenke - Tshilongo, (114,3 km), ouverture le 15 juillet 1914
  - Tshilongo - Lubudi, (89,4 km),  ouverture le 1er avril 1918[2]
  - Lubudi - Bukama, (114,4 km), ouverture le 22 mai 1918
- Kamatanda Jonction - Mines de Kambove, (29,6 km), ouverture le 15 juin 1913 (embranchement)
- Kambove - Mines de Kamfundwa, (8,9 km), ouverture en 1924 (embranchement)
- Likasi (Jadotville) – Panda-Kakontwe, (6,6 km), ouverture en 1928 (embranchement)

## Bref historique[3]
Dès la fin du XIXe siècle, on assiste à la création de l’Etat Indépendant du Congo (EIC) par Léopld II, roi des Belges et souverain de cet état. Cette société entame la prospection du plateau katangais et mène d’interminables palabres avec le roi local M’Siri. La spécifité géologique du Katanga devint une évidence : nulle part ailleurs il n’y avait autant de minerais exploitables immédiatement à des conditions presque idéales.
Cela est dû au fait que cette région était enclavée au centre du continent africain et peu habitée.
Les minerais pouvaient être exploités rapidement à frais raisonnables mais le transport de ceux-ci restait un problème. 
Trois possibilités s'offrent alors:
- via l’Afrique du Sud et le réseau ferroviaire qui se terminait en Rhodésie du Nord ;
- via l’Océan Indien et le Tanganyika :
- via l’Océan Atlantique et le port de Lobito en Angola.

C’est ainsi que dès le début du XXe siècle se constitua un ensemble de sociétés constituées en partenariat avec l’E.I.C. et auxquelles étaient confiées l’exploitation des terres et de leur sous-sol mais aussi de la logistique qui en découlait : il fallait à tout prix désenclaver le Katanga,organiser le transport des marchandises nécessaires à la construction de l’infrastructure et rendre possible l’exportation de la production locale vers les pays industrialisés.
Le réseau des Chemins de Fer du Katanga allait se constituer sur une dorsale congolaise, en provenance de la Rhodésie, de Sakania à Elisabethville-Bukama-Kamina-Luluabourg-Port Franqui.
Avec deux ramifications : l’une à partir de Tenke vers l’Angola –Dilolo- pour rejoindre le Chemin de Fer du Benguela (C.F.B.), jusqu’au port de l’Atlantique Lobito ; l’autre ; beaucoup plus tard,  vers Albertville pour faire la jonction avec la Compagnie de Chemin de Fer du Congo Supérieur et des Grands Lacs(C.F.L.).
En 1906, la création de l’Union Minière du Haut Katanga (U.M.H.K.), de la Forminière et de la Compagnie du Chemin de Fer du Bas-Congo au Katanga (B.C.K.) doivent assurer l’exploitation, la gestion et l’acheminement des marchandises du plateau Katangais.